# Somma vuota
In matematica si usa l'espressione somma vuota (o somma nullaria) quando in una addizione non ci sono addendi. Una tale situazione capita ad esempio quando l'indice inferiore di una sommatoria è più grande dell'indice superiore, come in
{\displaystyle \sum _{i=2}^{1}f(i)}.
In questo caso infatti non c'è alcun indice {\displaystyle i} che soddisfi la condizione richiesta (essere contemporaneamente minore o uguale di 1 e maggiore o uguale di 2), dunque non ci sono addendi da poter sommare.

## Quanto fa una somma vuota?
Si potrebbe cadere nell'errore di credere che una somma vuota non sia definibile, o che ricada in qualche errore concettuale. Invece il risultato di una somma vuota è semplicemente zero. Lo si può comprendere pensando che lo zero è l'elemento neutro dell'addizione e quindi il risultato che si ottiene quando "non si modifica nulla". Altrimenti, lo si può visualizzare semplicemente facendo un conto veloce: prendiamo ad esempio la somma {\displaystyle a_{1}+a_{2}+a_{3}+a_{4}} e sottraiamo uno dopo l'altro tutti gli addendi; togliendo {\displaystyle a_{4}} rimane la somma dei primi tre addendi,
{\displaystyle a_{1}+a_{2}+a_{3}+a_{4}-a_{4}=\sum _{i=1}^{3}a_{i}}
e così via:
{\displaystyle a_{1}+a_{2}+a_{3}-a_{3}=\sum _{i=1}^{2}a_{i}}
{\displaystyle a_{1}+a_{2}-a_{2}=\sum _{i=1}^{1}a_{i}}
{\displaystyle a_{1}-a_{1}=0}
per definizione di elemento opposto. Dunque togliendo tutti gli addendi, cioè rimanendo con la somma vuota, il risultato ottenuto è proprio zero.